# طایفه فارسی‌مدان
فارسی‌میدان (ایمور)، یکی از طایفه‌های ایل قشقایی است که دارای غنای قومی و نژادی وسیعی می‌باشد.
اما باتوحه به تعداد و گستردگی تیره های طایفه فارسیمدان،  و رصد کردن نام این تیره ها، و بررسی پیشینه و تاریخ فارسی مدان ها، ردپای فارسی مدانها را درتاریخ می بینیم که قبل از پیدایش ایل قشقایی در ۴۰۰سال پیش، همچنان نام ایلی به نام فارس ها ومدان ها در فارس وجود داشته وحتی درزمان تاجگذاری شاه عباس، شورش ترکمان ها را به رهبری یوسفعلی بیگ فارس و مدان  و حسن بیگ ترکمان را در ولایات عراق(عراق عجم و عراق عرب) می بینیم، حقیقت این است که فارسیمدان ها اولین ترکان سیاسی تاریخ هستند ک درفارس  و نیمه جنوبی ایران حضور داشته اند، در تاریخ تمام طوایف ایل قشقایی ،یک حلقه مفقوده ای وجود دارد که مرتبط به دوران قبل از شاه عباس و تشکیل اتحادی از ایلات ترک زبان در نیمه جنوبی ایران است.
این سوال پیش می آید که چگونه می شود یک گروه از ایلات کوچرو به یکباره بر نواحی اعظمی از جنوب کشور ظهور کنند و مدت ۳۱۵سال قدرت بلامنازع مراتع و اراضی و جنگهاومقاومتهایی در مقابل بیگانگان و استعمارگران باشند؟؟؟
جواب این معما، به دوران پس از مغولان ومرگ تیمور برمی گردد،
زمانی که ایران درگیر جنگهای خونین برسر جانشینی تیمور بوده، به یکباره  سلسله ترکمان قراقویونلو ظهور می کند و مدت  یکصد سال، بر مناطق وسیعی از نیمه غربی ایران و نواحی شرقی عراق و‌جنوب شرقی ترکیه، مسلط می شوند و حکمرانی می کنند. در زمان جهانشاه قراقویونلو ، هر کدام از نواحی تحت حکمرانی خودرا به یکی از پسرانش می سپارد،
و به علت جنگهای فرقه ای. با مدعیان قدرت، مدام این حکومتها، دربین ۵پسر جهانشاه، جابجا می شوند، مدتی میرزامحمد منصوب به حکومت شیراز بوده، میرزایوسف منصوب به حکومت عراق، میرزاقاسم منصوب به حکومت یزد وکرمان، و حسنعلی میرزا(معروف به قرا دلی=  قرا  پیشوند حکام قراقویونلو بوده 
و دلی نیز درترکی به معنای دیوانه بکارمی رود)
و در تاریخ ترکمانان، قرا دلی ،لقب حسنعلی میرزا، آخرین حکمران قراقویونلو بوده که به علت شورش علیه پدرش و جنگ و درگیری با سایر قراقویونلو ها و حتی قتل برادران خودش و قتل نامادری خود (خاتون جان بیگم) به قرا دلی شهرت دارد.
اگرچه  جهانشاه، پسرش میرزا یوسف را در ابتدا به حکومت عراق منصوب می کند اما بعدا  پسر دیگرش میرزامحمد را به حکومت عراق می فرستد و میرزایوسف را به حکومت فارس منصوب می کند، لذا. میرزایوسف اولین ایلخان رسمی ایلات فارس بوده که در زمان پدرش جهانشاه به امورات ایلات فارس می پرداخته که بعدا میبینیم نوادگان او به نام «یوسفعلی بیگ فارس ومدان»  در زمان قدرت گرفتن شاه عباس، از مخالفین  سر سخت پادشاهی شاه عباس بوده است. شاه عباس به شیرغز اردو می کشد و یوسفعلی بیگ فارس ومدان در بالای تنگ قران ، جنگجویان فارس ومدان را با کمک حسن بیگ ترکمان (از ترکمانان قراقویونلوی عراق و همدان)  برپا می کند، شاه عباس. حیله ای بکارمیبندد و قاصدی میفرستد که شاه شیراز را ترک نخواهد کرد جز اینکه با یوسفعلی بیگ اصلاح کند و مهمانی آشتی کنان برپا دارند.
وقتی که یوسفعلی بیگ به. شهر شیراز. و مهمانی شاه عباس وارد می شود، ناغافل از پشت سرش او را مورد  اصابت شمشیر و دشنه قرار می دهند واینجونه  بقتل  می رسد.
و دقیقا بعدازین واقعه،ریاست ایلات فارس به شخصی به نام امیر قاضی شاهیلو می رسد که  درحقیقت از فرزندان و نسل 
میرزاقاسم بن جهانشاه قراقویونلو بوده است.
البته این واقعهباعث می شود که با درایت امیر قاضی شاهیلو، تمام عمو زادگانش و بازماندگان خاندان های ترک تبار  در اقصی نقاط شمالغرب ایران تا عراق و ترکیه ومناطق مرکزی ایران، بودند به فارس مهاجرت کنند، و قباله فارس را شاه عباس مهر می کند و به او می دهد، و در مقابل، هرحدام از بازماندگان 
خودش را برپا اندان های ترکمان ، در ایران و عراق و آذربایجان، به سمت فارس عزیمت کرده اند و در مقابل. املاک و اراضی و قلمروهای خود در همان مناطق دیگر، در فارس ، قلمرو و زمین به انها داده می شود.
لذا نمی توان به صراحت ، تمام تیره ها و طوایف فارسیمدان را از یک نژاد و ریشه دانست، همانطور که در بین فارسیمدان ها، تیره لک را میبینیم که  از بازماندگان  دولت زندیه هستند، یا تیره موصللو ها  که از موصل عراق به فارس مهاجرت کرده اند و در فارسیمدان ادغام شده اند،
موصل در زمان قراقویونلوها، در  حکومت «ولد میرزا» فرزند اسپند میرزا  بوده که برادرزاده جهانشاه قراقویونلو بوده است. 
یا مثلا تیره ای بنام قره میر شاملو، در فارسیمدان وجود دارد
که فارغ از نسب شناسی ، میتوان نتیجه گرفت که از بازماندگان یکی از قراقویونلوهایی بوده که در سرحدات عراق وشام حکومت میکرده یا قلمرو ومراتع متعلق به دولت قراقویونلوها را در سرحداتشان با اق قویونلوها، و دولت رم شرقی عهده دار بوده است. 
نکته حائز اهمیت این است که نمیتوان نتیجه گرفت که همه خانواده های یک تیره خاص،از بازماندگان یک شخص خاص  مطرح تاریخی می باشد که ان تیره و طایفه به ان نسبت داده می شود، زیرا وقتی که از قدرت وحکومت یک شخصی در یک منطقه ای یاد می شود، آن حاکم یا ایلخان، جنگجویانی داشته و عواملی داشته ، چوپانان وآهنگران و مرشدان و میرزابنویس ها و نوازنده ها و صنعتگران و طبیبان خاص خود را داشته است، و همجی آنها دراتحاد ایلی و طایفه ای آن زمان در آن مکان خاص بوده اند، و وقتی هم که کوچ کرده اند، همگی باهم کوچ کرده اند.
اما مساله حیاز اهمیت در نسب شناسی هر تیره و طایفه ای، مرور شیوه های ازدواجی آنها هم می باشد، مثلا خانواده منصوب به   قرا قویونلوها، تماما از شیوه ازدواج خاصی پیروی می کرده اند و بسیار هم. غزدواج ها طبقاتی بوده است،
یعنیفرزندان ایلخانان و خان ها و کلانترهای هر طایفه، با سایر خانواده ها وصلت نمی کردند حتی اگر جزئی از ایل خودشان هم محسوب میشده،  و فقط همدادی داشته اند،
فرزندان جهانشاه قراقویونلو

## وجه تسمیه
طایفه فارسیمدان ،امروزه یکی از پنج طایفه بزرگ ایل بزرگ قشقایی است، قبل از تشکیل اتحاد ایلی قشقایی در زمان شاه عباس، اسم این طایفه ، فارس و مدان بوده است که رئس آن شخصی به نام یوسفعلی بیگ فارسیمدان بوده دلیل نامگذاری فارس و مدان هم این بوده که شخص یوسفعلی بیگ از نوادگان «میرزایوسف بن جهانشاه قراقویونلو »بوده و در زمان حکومت قراقویونلوها،  جهانشاه،حکومت ایلات فارس را به پسرش «میرزایوسف» سپرده است و قراقویونلوها ترک بودند که با ریاست آنها بر ایلات فارس، خودبخود دوگروه فارس ها و ترک ها(مدان ها) در ایلات فارس شکل می گیرد، در نظام ایلخانیگری که بعداز دوران تیموریان در ایران حکمفرما بوده، جهانشاه هرکدام از مناطق ایران یا همان قلمرو قراقویونلوها را به یکی از پسرانش سپرده بوده است، حکومت مناطق یزد وکرمان را به شاهزاده میرزا قاسم، حکومت مناطق بغداد را به شاهزاده میرزا محمد ، حکومت مناطق ماکو  را به  حسنعلی میرزا و حکومت فارس را به میرزا یوسف سپرده بوده است.
چنانچه از اسناد تاریخی و سنگ قبور طایفه فارسیمدان پیداست تا اواخر دوران قاجار برای طایفه فارسیمدان عنوان طایفه ایمور به کار می‌رفته‌است. ایمور نام یکی از فرزندان اغوزخان، نیای ترک ها است برخی معتقدند به دلیل مهاجر بودن این طایفه ترک‌زبان و عدم آشنایی با زبان فارسی به این نام مشهور شده اند. برخی دلیل آن را مهارت مردان این طایفه در اسب سواری و شهرت آنان به فارِسِ میدان می دانند.

## خاستگاه
برای طایفه فارسیمدان ها و حتی هیچکدام از طوایف قشقایی، نمی توان خواستگاه مشخصی را تعیین کرد.دلیل آن نیز این اصل است که اتحاد ایلات قشقایی،  تشکلی از اتحاد خاندان های ترک زبان (ترکمان) سیاسی هستند که در طول تاریخ در سیاست و جنگ آوری نقش ویژه داشته اند.از آنجا که طبق منابع موجود پیدایش ایل قشقایی به زمان شاه عباس و مصادف با حمله پرتغالیها به ایران می باشد،هرکدام از طوایف قشقایی از منطقه ای از فلات پهناور ایران وآناتولی و قفقاز می توانند باشند.
اماایل قشقایی، حتی قبل از ایجاد اتحاد ایلی در زمان شاه عباس، نیز در نیمه جنوبی ایران(ولایت فارس) وجود داشته است که به فارس ها ومدان ها شهرت داشته اند.قبل از بقدرت رسیدن شاه عباس، برادرش شاه حیدر ولیعهد بوده که شاه عباس با کمک استاجلوها و قاجارها،دریک توطئه وحودتا ،برادرش راترور کرده وخودش برتخت نشسته است و چون شاه حیدر از حمایت ترکمان ها برخوردار بوده لذا شاه عباس اقدام به سرکوب ترکمان ها می کند که درنتیجه شورش حسن بیگ ترکمان از بازماندگان قراقویونلو ها و یوسفعلی بیگ فارسیمدان درفارس، از مهمترین آنها بشمارمی روند.که شاه عباس به شیراز لشکرکشی می کند و ترکمانها در بالای تنگه قرآن شیراز اردو می زنند، شاه عباس خدئه ای بکارمیبرد و‌پیغام میفرستد که شاه شیراز را ترک نکند مگر که با یوسفعلی بیگ جام بنوشد،{اشاره به آشتی واصلاح بین آنها دارد}  و بدین شیوه یوسفعلی بیگ فارس ومدان به نزد شاه می آید که در مهمانی بصورتی ناغافل اورا ترور می کنند، و حسن بیگ نیز یاغی میشود، بعدازین واقعه، ایلخانی ایلات فارس را به امیرقاضی شاهیلو می سپاردو ایلفارس ها ومدان ها در ایل قشقایی ادغام می گردد، و از سایر نقاط ایران ، بازماندگان خانواده های سلطنتی قراقویونلوها، آق قویونلوها و جنگاوران سپاهی ایلات دیگر ترک زبان را به جنوب کوچ می دهند و ایل قشقایی شکل می گیرد، شخص امیرقاضی شاهیلو نیز از نسل فرزندان میرزاقاسم بن جهانشاه بوده که میرزاقاسم در زمان حکومت قراقویونلوها، از طرف پدرش جهانشاه به حکومت یزد وحرمان منصوب بوده اما بعلت رقابت بر سر جانشینیبر تخت پدر، توسط برادرش «حسنعلی میرزا»کشته می شود و ازآن سبب که همسر میرزا قاسم دختر ملکه دسپینا خاتون «دختر ژان چهارم و حاکم ترابوزون ترکیه» و اوزون حسن آق قویونلو بوده ، بعداز مرگ میرزاقاسمعلی، فرزندانش با اوزون حسن واق قویونلوها متحد شده اند، که این اتحاد باعث فروپاشی و سقوط حسنعلی میرزا و قراقویونلوها میشود، و اق قویونلوها قدرت می گیرند. بعداز اوزون حسن، نوه دختری اش شاه اسماعیل با تشکیل دولت صفوی، قدرت را دردست می گیرد
و فرزندان میرزاقاسم قراقویونلو نیز بعلت  فامیلی و پسر خاله بودن با شاه اسماعیل، به هسته قدرت صفویه بسیار نزدیک بودند،  
اما در نهایت در زمان شاه عباس که به ایلخانی و ریاست ایلات فارس منصوب می شوند به سرعت سایر وابستگان و بازماندگان قراقویونلوها را از سایر نقاط شمالغرب ایران و عراق   بسمت فارس جذب می کنند.و ایل قشقایی شکل می گیرد.
از مهمترین این گروه ها ، بازماندگان ولد میرزا (فرزند پیر بوداغ) از موصل، بازماندگان میرزامحمد از بغداد قرا اسکندر از تبریز ، بازماندگان امیر علشکور بیگ همدانی از مناطق همدان،  بازماندگان آق قویونلوها از مناطق شام و شمال عراق وجنوب ترکیه، بازماندگان قرامحمد از شمالغرب ایران میتوان نام برد.
در نظام طوایف الملوکی آن زمان ،به علت مسایلی نظیر بهداشت، آب و هوا و اقلیم، صنعت دامپروری، تمام طوایف ترکمانقلمرو های جرمسیری برای فصل زمستان و سردسیری برای فصل تابستان داشته اند فلذا تمام ترکمامان قراقویونلو و آق قویونلو و طوایف بهارلو و بیات و شاملو و سایر ایلات هم در مناطق مرکزی ایران نظیر ساوه و قم و خلجستان به عنوان قلمرو و مراتع جرمسیری و هم در مناطق شمالغرب و اذربایجان و شرق ترکیه نیز بعنوان مناطق سردسیری، مدام در حال کوچ بوده اند
ترکانی که هسته اولیه طایفه فارسیمدان را تشکیل می دهند، خود را ترکانی می‌دانند که از ایمور ترکیه به جنوب ایران مهاجرت کرده‌اند. برخی از طایفه فارسی‌مدان نیز معتقدند که اصل آنها از طایفه خلج می‌باشد و قبل از نقل مکان به جنوب ایران، در منطقه خلجستان اقامت داشته‌اند برخی از آنها نیز معتقدند قبل از رسیدن به فارس، مدتی در منطقه کهگیلویه اقامت داشته‌اند.
درتاریخ آمده‌است که آنها در کوچ بزرگ، به فلات ایران آمده‌اند و از ساکنان قدیمی ایران هستند. بر اساس اسناد تاریخی، ابوالقاسم بیگ، رهبر این ایل و جمعی از یارانش در ماه اکتبر ۱۵۹۰ به دلیل همراهی با یعقوب خان ذوالقدر(حاکم فارس) در مخالفت با شاه عباس مورد غضب دولت قرار گرفته‌اند بنابراین در اواخر قرن شانزدهم میلادی، این طایفه در فارس حضور داشته‌است.

## ییلاق و قشلاق
امروزه طایفه فارسیمدان بیشتر در شهرهای والاشهر، کازرون و نیز اقلید، داراب، شیراز، فیروزآباد، فراشبند، سمیرم، دشتستان، دشتی ،بافت و گچساران زندگی می‌کنند. تقریبا تمام ساکنین دهستان دادین از ترکان فارسیمدان هستند.

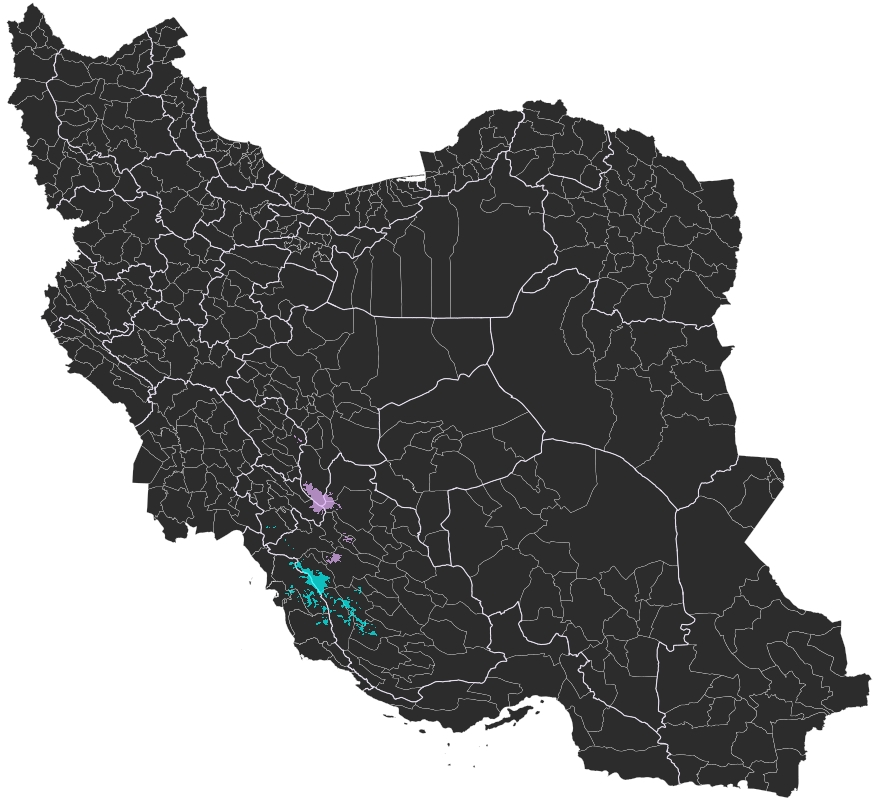

## تیره‌ها
- عمله
- اولاد
- شیبانلو
- کرانلو
- کوروش (دارغه)
- قاسملو
- ماچانلو
- توللی
- زرگر
- موصلی
- گرجایی
- کلبعلی
- ظهرابلو
- شبانکاره
- کلانتر
- بهلول لو
- توابع
- مرکزی(منشعب شده از توابع)
- لک
- قلدر
- دوغانلو
- یاندرانلو
- مُرُل
- بوگَر
- جامه بزرگی
- قره میر شاملو

در کرمانشاه چندین خاندان وجود دارند که ادعا می کنند از طایفه ایمور اوجاقی قشقایی بوده‌اند که اواخر دوره قاجار به کرمانشاه تبعید شده اند.